# Волковське (Богдановицький міський округ)
Во́лковське (рос. Волковское) — село у складі Богдановицького міського округу Свердловської області.
Населення — 675 осіб (2010, 749 у 2002).
Національний склад станом на 2002 рік: росіяни — 92 %.